# シクロベンザプリン

シクロベンザプリン（Cyclobenzaprine）は、フレクセリル（Flexeril）などの商品名で販売されている医薬品であり、筋骨格から突然発生する筋肉攣縮状態のときに用いられる。大脳性麻痺には有用でない。投与法は経口である。数週間以上の使用は推奨されない。
一般的な副作用には、頭痛、疲労感、めまい、口渇、などがあげられる。重度の副作用には、不整脈があげられる。妊娠中の人への投与による害は無いとする証拠はなく、妊婦を対象とした十分な研究はされていない。MAO阻害剤とは併用はするべきでない。シクロベンザプリンの作用機序は明確ではない。
シクロベンザプリンは1977年に米国で医療用に承認された。後発医薬品として入手できる。2012年時点の英国では入手できない。日本では承認されていない。